# Cezij-137
Cezij-137 (Cs-137) je umetni radioaktivni izotop cezija. V naravi se nahaja samo en stabilni izotop cezija, in sicer Cs-133. Cs-137 nastaja kot produkt pri fisiji urana v jedrskih elektrarnah in pri eksplozijah jedrskega orožja. Njegov starševski radionuklid je Xe-137, ki z beta- razpadom preide v Cs-137, ta pa naprej z beta- razpadom v izotop Ba-137meta in ta z gama razpadom preide v stabilni izotop Ba-137.
Cs-137 ima zelo široko uporabo v industriji in medicini. Cs-137 se uporablja v industiji za industrijsko radiografijo, to je slikanje zvarov, spojev in raznih materialov. Uporablja se tudi v nivometrih v raznih silosih za merjenje višine materiala v njih. Zelo močne vire Cs-137 (1.000.000 bekerelov in več) uporabljajo za sterilizacijo hrane, kar ji poveča obstojnost. V medicini Cs-137 uporabljajo za zdravljenje rakavih obolenj z obsevanjem, predvsem tistih vrst rakov, kjer ostale vrste zdravljenja niso uspešne.
Cs-137 z beta- razpadom preide v Ba-137 meta in pri tem razpadu seva žarke beta z energijo 0,511 MeV. Ba-137 meta, ki ima razpolovni čas t1/2=2,55 minute, z gama razpadom preide v stabilni Ba-137 in pri tem razpadu izseva žarke gama z energijo 661,6 keV.
Žarke beta Cs-137 ustavi 130 cm zraka ali 0,2 cm tkiva ali 0,07 cm stekla ali 0,02 cm železa. Pri zaustavljanju žarkov gama z različnimi snovmi se uporablja izraz razpolovna debelina (d1/2), to je debelina snovi, na kateri se število gama žarkov, ki jo preletijo, zmanjša na polovico. Za žarke gama z energijo 661,6 keV je za svinec d1/2=0,65 cm, za železo 1,6 cm in 4,9 cm za beton. S štirimi razpolovnimi debelinami zmanjšamo začetno aktivnost žarkov gama za faktor 16, z desetimi d1/2 pa za faktor 1024.